# AR Lower V5
AR Lower V5 là vỏ liên kết in 3D cho súng AR-15. Nó được tạo ra vào tháng 3 năm 2013 Defense Distributed in bằng máy in Stratasys Dimension SST 3-D sử dụng phương pháp mô hình lắng đọng nóng chảy (FDM).
Vỏ kim loại đã có thể chịu được ứng suất để bắn hơn 600 viên đạn. Defense Distributed cho biết "số lượng SLA mới thấp hơn là 660+ vào ngày 1 với SLA thấp hơn. Kiểm tra kết thúc khi chúng tôi hết đạn, nhưng mức thấp hơn này có thể dễ dàng chịu được 1.000 vòng."